# Brushy One String
Brushy One String, nome artístico de Andrew Chin, é um cantor e guitarrista jamaicano.

## Biografia
Filho do cantor jamaicano de soul chamado Freddy McKay, Brushy criou um som único usando uma guitarra acústica com apenas uma corda (daí seu codinome "One String") e utilizando o corpo do instrumento para percussão.
Após um encontro casual com o cineasta Luciano Biotta, que estava na Jamaica gravando o filme Rise Up, sua carreira decolou (é que a canção "Chicken in The Corn" faz parte da trilha-sonora do filme). Tocou em grandes festivais, como o South by Southwest em Austin, Texas, o "The House of Blues" em New Orleans, e o famoso "New Orleans Jazz and Heritage Festival".
Em 2014 foi lançado o documentário The King of One String, que conta sua trajetória.

## Discografia
- 2013 - Destiny

## Filmografia
- 2014 - The King of One String[5]